# Metachaetoderma challengeri
Metachaetoderma challengeri is een schildvoetigensoort uit de familie van de Limifossoridae. De wetenschappelijke naam van de soort is voor het eerst geldig gepubliceerd in 1903 door Nierstrasz.